# Roaschia
Roaschia (Roas-cia in piemontese, Rouascha in occitano) è un comune italiano di 90 abitanti della provincia di Cuneo in Piemonte.
Fa parte dell'unione Montana Alpi del mare.

## Storia

### Simboli
Lo stemma del comune di Roaschia è stato concesso con decreto del presidente della Repubblica del 30 ottobre 2008.
Il gonfalone municipale è un drappo di bianco con la bordatura di azzurro.

## Società

### Evoluzione demografica
Il forte spopolamento della montagna ha portato ad una perdita di abitanti, in cento anni, pari al 93% dei residenti dell'anno 1911. 
Abitanti censiti

## Cultura

### Eventi
Tra gli eventi più importanti del paese c'è la Fiera Interprovinciale della Pecora Roaschina, che si tiene la terza domenica di maggio dal 1994, dedicata alla promozione dei prodotti caseari locali (Brus, toma, nostrale).

## Amministrazione
Di seguito è presentata una tabella relativa alle amministrazioni che si sono succedute in questo comune.
| Periodo        | Periodo        | Primo cittadino      | Partito                | Carica      | Note  |
| -------------- | -------------- | -------------------- | ---------------------- | ----------- | ----- |
| 1º luglio 1985 | 11 marzo 1989  | Oscar Fantino        | -                      | Sindaco     | [ 8 ] |
| 11 marzo 1989  | 26 maggio 1990 | Armando Azzalin      | -                      | Sindaco     | [ 8 ] |
| 26 maggio 1990 | 24 aprile 1995 | Armando Azzalin      | -                      | Sindaco     | [ 8 ] |
| 24 aprile 1995 | 14 giugno 1999 | Armando Azzalin      | -                      | Sindaco     | [ 8 ] |
| 15 giugno 1999 | 17 aprile 2000 | Marinella Rancurello |                        | Comm. pref. | [ 8 ] |
| 17 aprile 2000 | 5 aprile 2005  | Aldo Viale           | lista civica           | Sindaco     | [ 8 ] |
| 5 aprile 2005  | 30 marzo 2010  | Cosimo Ventruto      | lista civica           | Sindaco     | [ 8 ] |
| 30 marzo 2010  | 31 maggio 2015 | Cosimo Ventruto      | lista civica           | Sindaco     | [ 8 ] |
| 31 maggio 2015 | in carica      | Bruno Viale          | lista civica: Rouascha | Sindaco     | [ 8 ] |

## Galleria d'immagini

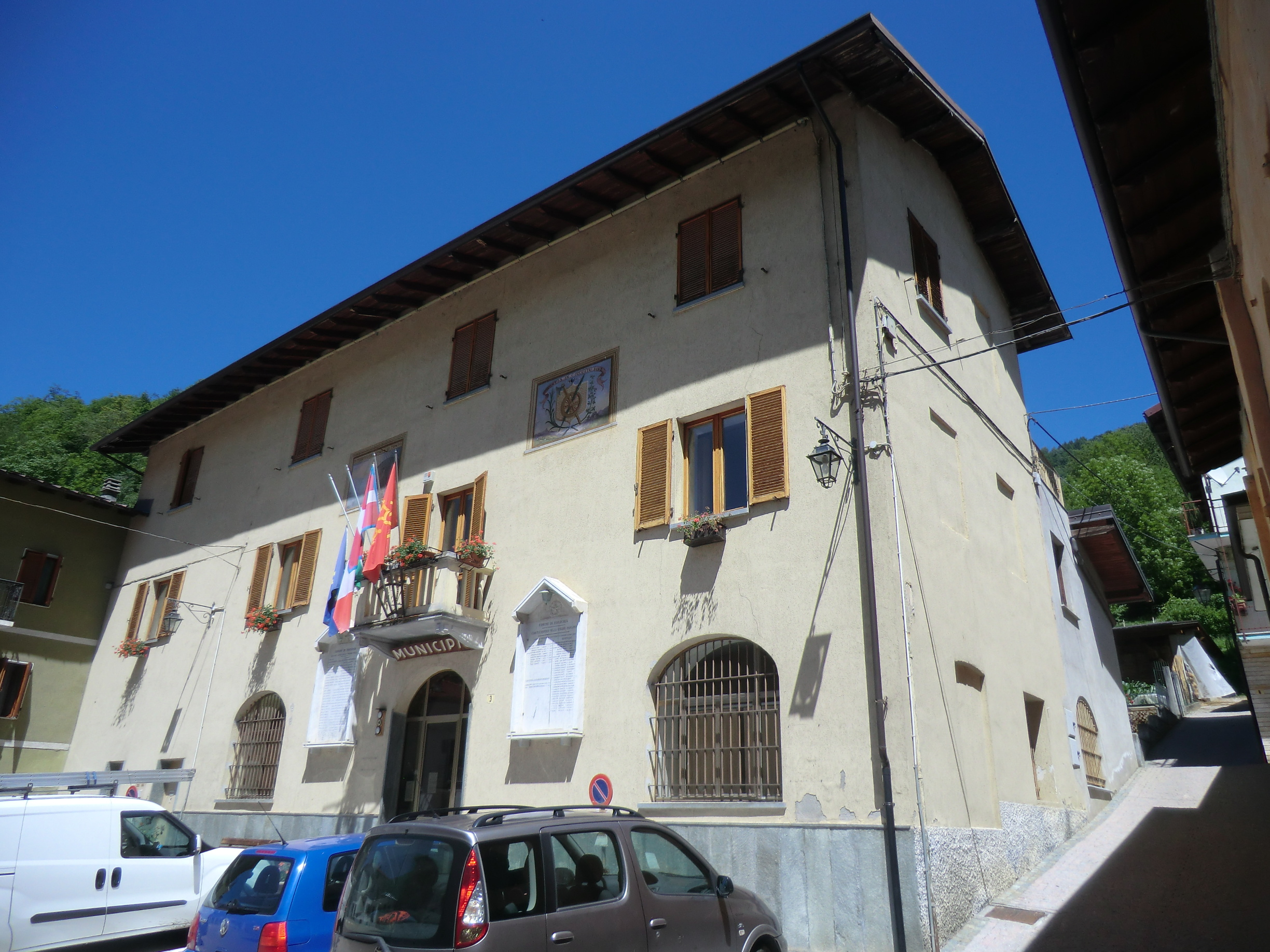
Municipio
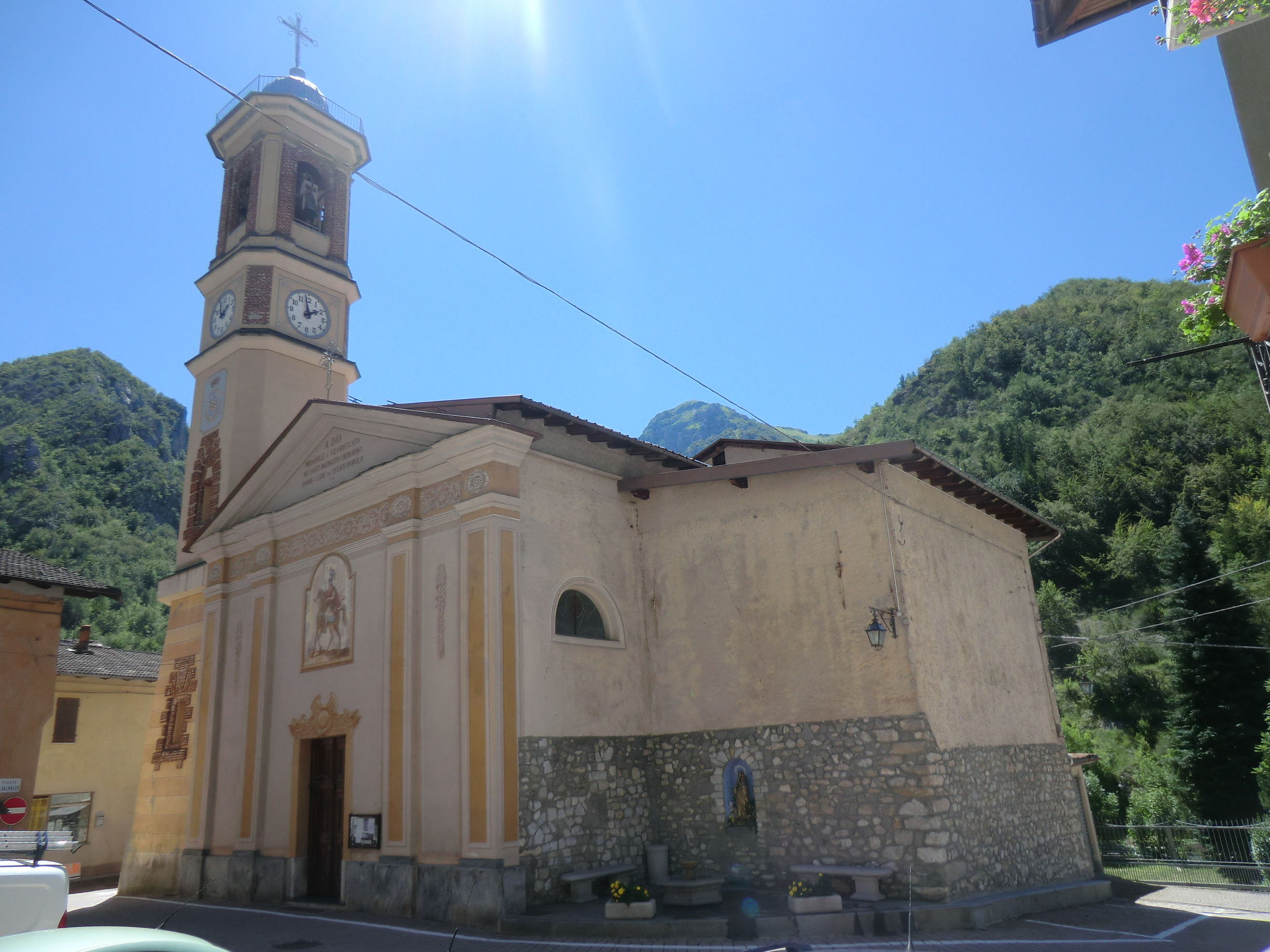
Chiesa parrocchiale di San Dalmazzo